# ミネルベ
ミネルベ（伊: Minerbe）は、イタリア共和国ヴェネト州ヴェローナ県にある、人口約4,600人の基礎自治体（コムーネ）。

## 地理

### 位置・広がり

#### 隣接コムーネ
隣接するコムーネは以下の通り。括弧内のPDはパドヴァ県所属を示す。
- ベヴィラックア
- ボナヴィーゴ
- ボスキ・サンタンナ
- レニャーゴ
- モンタニャーナ (PD)
- プレッサーナ
- ヴェロネッラ

### 気候分類・地震分類
気候分類では、zona E, 2419 GGに分類される。
また、イタリアの地震リスク階級 (it) では、zona 3 (sismicità bassa) に分類される。

## 行政

### 分離集落
ミネルベには、以下の分離集落（フラツィオーネ）がある。
- Anson, Santo Stefano, San Zenone

## 姉妹都市
- シュヴァベンハイム・アン・デア・ゼルツ（英語版）、ドイツ 2001年